# Savins
Savins település Franciaországban, Seine-et-Marne megyében. Lakosainak száma 604 fő (2022. január 1.). Savins Jutigny, Lizines, Longueville, Paroy, Saint-Loup-de-Naud, Sognolles-en-Montois és Thénisy községekkel határos.

## Népesség
A település népessége az elmúlt években az alábbi módon változott:
| Lakosok száma | 603  | 604  | 615  | 606  | 607  | 603  | 598  | 593  | 604  |
|               | 2013 | 2015 | 2016 | 2017 | 2018 | 2019 | 2020 | 2021 | 2022 |